# Макарска
Ма́карска (хорв. Makarska) — город в Хорватии, в Далмации. Курорт, столица Макарской ривьеры. Находится в центральной части побережья Адриатики между городами Сплит (60 км) и Дубровник (140 км). Население — 13 716 чел. (2001).
Город Макарска связан регулярным автобусным сообщением с крупнейшими городами Хорватии, а также паромной линией с г. Сумартин на острове Брач.
Расположен на узкой полосе между морем и горным массивом Биоково, на территории которого расположен природный парк. Высочайшая вершина Биоково — гора Св. Юрия (1762 м). Мыс св. Петра делит побережье в черте города Макарска на две бухты. В восточной бухте, от мыса св. Петра до мыса Осеява (Osejava) расположен порт и яхтенные причалы, тогда как западная представляет собой курортную зону отдыха с пляжами, вдоль которой протянулась длинная прогулочная набережная Маринета (Marineta) с отелями, кафе и магазинами.

## История

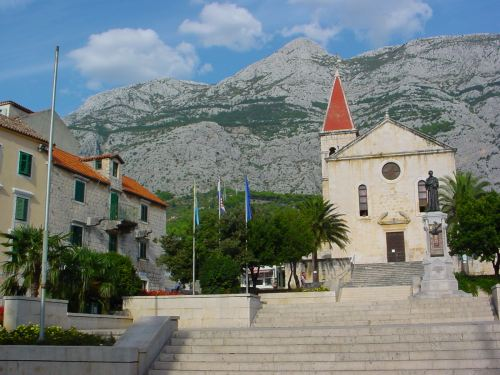
Площадь Качича-Миошича

Как показывают раскопки, поселение на берегах бухты, надёжно прикрытой от моря двумя мысами, существовало с римских времён. В 533 году в поселении Мукурум на месте современного г. Макарска была учреждена епархия.
В VII веке вся береговая линия района была заселена славянами, которых называли также неретванами по названию реки Неретвы, впадающей в море южнее Макарской ривьеры.
18 сентября 887 года венецианский флот дожа Петра Кандиана был разбит неретванами в морской битве неподалёку от современной Макарски, что вынудило венецианцев платить дань местным племенам за свободное плавание в здешних водах.
Впрочем, могущество местных князей быстро иссякло. Несколько столетий за эти земли боролись с переменным успехом местные и боснийские князья, венгерско-хорватские короли и Венеция. В XV—XVI веках земли вокруг Макарски снова стали ареной борьбы, на этот раз Венеции и Османской империи.

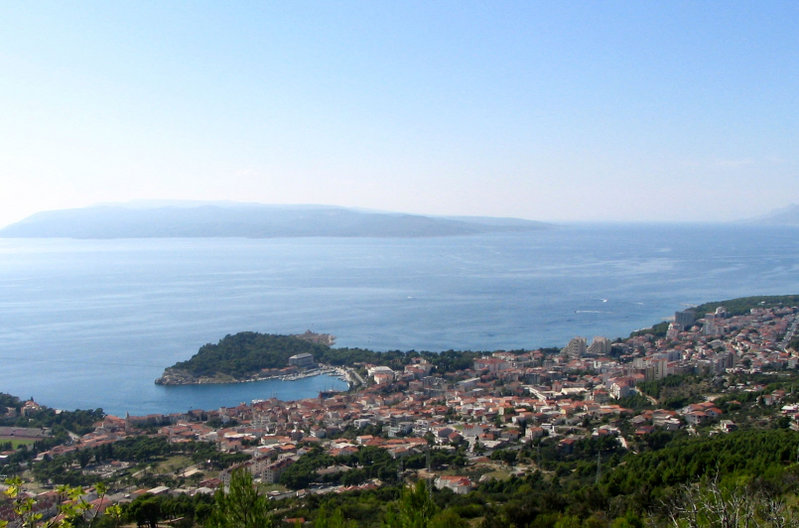
Вид на г. Макарска с Биоково

Турки заняли поселение в середине XVI века и контролировали его на протяжении более 100 лет, в это время оно стало одним из главных укреплённых фортов побережья, отражавшим венецианские атаки. В 1646 году район снова начали контролировать венецианцы, а в 1681 году Макарска была официально присоединена к Венеции. За 100 последующих лет владычества Венеции город сильно разросся и стал одним из ключевых пунктов Далмации, местом соединения многих морских и сухопутных торговых путей.
В 1797 году Макарска, как и вся Хорватия, была присоединена к Австрии по Кампо-Формийскому миру. После непродолжительного французского владычества в 1813 году снова перешла под власть австрийской короны.
В 1914 году здесь открыли первый отель для курортников, но настоящий расцвет Макарской Ривьеры, как курортной зоны, начался в 70-х годах XX века.
После распада Югославии в 1990 году Макарска и Макарска Ривьера — часть независимой Хорватии. В отличие от Дубровника и многих других городов хорватской Далмации, город мало пострадал в гражданских войнах 90-х годов. После окончания войны город и туристическая индустрия региона переживают бурное развитие.

## Климат
Макарска имеет средиземноморский климат. Средняя температура зимой составляет около 10 °С и летом около 25 °С.
| Показатель                    | Янв. | Фев. | Март | Апр. | Май  | Июнь | Июль | Авг. | Сен. | Окт. | Нояб. | Дек. | Год  |
| ----------------------------- | ---- | ---- | ---- | ---- | ---- | ---- | ---- | ---- | ---- | ---- | ----- | ---- | ---- |
| Абсолютный максимум, °C       | 19,4 | 23,4 | 23,7 | 26,5 | 29,5 | 34,0 | 36,2 | 37,5 | 32,2 | 28,4 | 23,5  | 20,6 | 37,5 |
| Средний суточный максимум, °C | 12,6 | 13,0 | 14,9 | 17,7 | 22,3 | 26,4 | 29,5 | 29,5 | 26,0 | 21,8 | 16,8  | 13,7 | 20,4 |
| Средний суточный минимум, °C  | 5,9  | 5,9  | 7,7  | 10,5 | 14,7 | 18,3 | 20,9 | 20,8 | 17,7 | 14,3 | 10,1  | 7,2  | 12,8 |
| Абсолютный минимум, °C        | −6,6 | −4,7 | −4,4 | 2,7  | 6,6  | 10   | 12,8 | 12,1 | 10   | 4,9  | −0,2  | −4,4 | −6,6 |
| Норма осадков, мм             | 68   | 56   | 63   | 54   | 47   | 34   | 26   | 45   | 64   | 79   | 94    | 83   | 713  |
| Источник: Виртуальный гид     |      |      |      |      |      |      |      |      |      |      |       |      |      |

## Экономика
Основой экономики Макарски, как и всего региона, служит туризм.

## Известные уроженцы
- Ален Бокшич, хорватский футболист. Один из лучших нападающих в мире в 1990-х годах. Был членом тренерского штаба сборной Хорватии по футболу.
- Гроздан Кнежевич, хорватский архитектор, родился в 1928 году.

## Достопримечательности

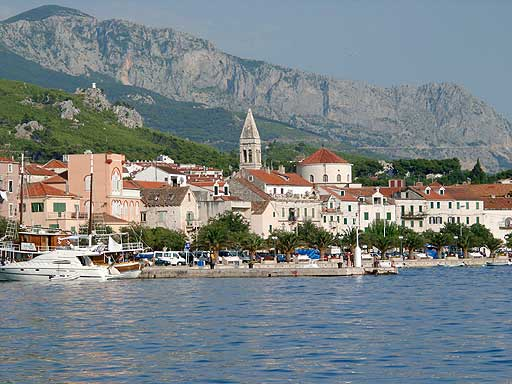
Старый город

- Старый город — типичный далматинский старый город с узкими улочками, вымощенными брусчаткой.
- Церковь св. Марка — находится в самом центре города, на площади Качича-Миошича. Построена в XVIII веке.
- Церковь св. Петра — находится на мысе св. Петра. Была построена в начале XIV века, позднее полностью разрушена. В конце XVII века была восстановлена в стиле барокко, в 1962 г. сильно пострадала от землетрясения. Реконструкция была полностью закончена лишь в 1992 году.
- Францисканский монастырь — монастырь расположен на юго-востоке старого города, построен в XV веке, с тех пор многократно перестраивался. Часть бывших винных подвалов монастыря францисканцев отведена под музей ракушек.
- Окрестности г. Макарска очень живописны и представляют собой идеальное место для пеших прогулок, как горных — в массиве Биоково, так и равнинных — вдоль моря.